# シアールコート
シアールコート（パンジャーブ語・ウルドゥー語: سیالکوٹ, ヒンドゥスターニー語発音: [s̪i.jäːl̪.koːʈ] スィヤールコート; 英語: Sialkot）は、パキスタンのパンジャーブ州の都市である。2014年の人口は約101万人だった。シアールコート県の県都である。パキスタン北東部に位置する。チェナーブ川（Chenab River）の近くに位置する。

## 歴史

### ペルシャ・ギリシャ時代
紀元前327年、ギリシャの歴史書によるとこの地域はサガラと呼ばれていた。アレクサンダー大王が広げたヘレニズムの東端だった。アケメネス朝時代には絹の名産地で、ガンダーラと並ぶ裕福なサトラップだった。
グレコ・バクトリア王国(紀元前256年～紀元前125年)で、エウテュデモス1世(在位：紀元前230年～紀元前200年)の時代にサガラは首都であった。
インド・グリーク朝(紀元前180年～10年)で、メナンドロス1世(在位：紀元前160年～紀元前135年)の時代に首都だった。シュンとダルがサガラの主要民族だった。王国は洪水に襲われ、約1000年の間無人の土地になった。

### スキタイ・フン時代
2世紀頃、カシミールのサルバン王がサガラを復旧した。サルバンはシアールコート砦を設置し、サガラからシアールコートに改名した。彼はスキタイのジャート族で、階層はシアだった。ここからシアールコートは「シアの砦」を表すと信じられている。サルバンの死後、息子のラサルが王位を継いだ。近隣のジェルム王国の攻撃によって都市は荒廃した。ラサルはガハルス王国とも戦争をした。ラサルは娘を征服者のガハルスに差し出した。ガハルスは王位をラサルの養子に譲った。
400年、ラサルが亡くなった。
5世紀末、エフタル(～567年)がシアールコートを征服し、トラマナ王とミヒラクラ王の時代(502年～530年)は首都になった。
6世紀前半、アウリカラス王国のヤショダルマン王がシアールコートを征服した。

### ムスリム・ムガル時代
1185年、シハーブッディーン・ムハンマド王(在位：1173年～1206年)がパンジャーブを征服した。彼はラホールは征服出来なかったが、シアールコートに守備隊を置いた。
ムスリムのデリー・スルターン朝(1206年～1526年)に組み込まれた。クスロ・マルク王がラホールに挑んだが失敗した。
ムスリムのムガル帝国(1526年～1857年)に組み込まれた。
アクバル王(在位：1556年～1605年)はシアールコートをラホール州に組み込んだ。
シャー・ジャハーン王時代(1628年～1658年)、アリ・マルダン・カーンがシアールコートを司った。

### アフガン・パシュトゥン時代
ムルターンやスワトゥから来たパシュトゥーン人豪族や、クエッタから来たカカザイ族がシアールコートを支配し、周辺山岳部はジャンムーのランジトゥ・デオ王が支配した。
1748年、グジュラート、シアールコート、パスルル、ダスカの4地区はアフガニスタン王国のアフマド・シャー・ドゥッラーニー王に割譲され、王国に編入された。
1751年以降、ドゥッラーニー王は息子のタイムルにラホールとこの4地区を支配させた。この頃ジャンムーのデオ王はシアールコートの周辺部を獲得した。

### シク・イギリス時代
1797年から1810年にかけて、シク王国のランジート・シングが占領した。シク王国の版図は西はペシャワール、北はカシミール、南はムルターン、東はチベットに及んだ。ヨーロッパ式に訓練した兵士やシクの戒律、ヨーロッパの近代兵器、イギリス製の地図、ヨーロッパ人傭兵がこれ程の侵略を可能にした。
1839年にシング王が亡くなると、イギリスがシアールコートに接触した。
1849年、第2次シク戦争の結果シク王国はイギリスに併合され、シアールコートも併合された。
1852年、シアールコート宿営地が完成した。イギリス司令官のナピエル卿が防衛の観点から場所を決定した。
1857年、インド大反乱ではヨーロッパ人がシアールコート砦に立てこもり激戦を繰り広げた。現地人兵は財宝を略奪し、全ての記録を破壊した。
1877年、後にパキスタン独立運動を先導する詩人のムハンマド・イクバールが誕生した。
1889年、ムッライ大学が設立された。
1890年、ワズィーラーバードからシアールコートに伸びる鉄道がジャンムーまで延長された。
1915年、シアールコート・ナロワル鉄道が開通した。

### パキスタン運動
シアールコートはパキスタン運動で大きな役割を果たした。
1944年5月、歴史的なシアールコート会議が開かれた。全インド・ムスリム連盟がパンジャーブ地方で存在感を持つきっかけになった。連盟にはムハンマド・アリー・ジンナー(初代総督・建国の父)、リアーカトゥ・アリー・カーン(初代首相)、チャウドリー・ナセル・アフマド・マルヒ(法務大臣)、カワジャ・ナジムディーン(2代目首相)、アブドゥル・ラブ・ニシュタル(パンジャーブ州知事)達が所属していた。

### 独立後
1947年のパキスタン運動の後、パサンコトゥやグルダスプルを中心とする東パンジャーブ州のムスリムが難民となりシアールコートに押し寄せ定住した。グルダスプルはムスリムが多数派だったのでパキスタンに編入される筈だったが、イギリスがカシミール藩王国への道を確保する為にインドに編入した。これ以降、シアールコートは段々パキスタンにとって重要な産業地区になっていった。外科道具や楽器、スポーツ用品、革製品、繊維等の輸出で有名になった。
1965年、第二次印パ戦争でラホール・シアールコート地方はインド軍に攻撃され、周辺部を一部奪われた。シアールコート市民は侵略者を排除する為パキスタン軍に協力した。

シアールコート地区で起きたチャウィンダの戦いは、第二次世界大戦以降最も激しい戦争になった。

1966年、パキスタン政府は独立の三日月勲章をシアールコート、ラホール、サルゴーダーの市民の勇気を讃えて贈った。
1971年、第三次印パ戦争のバサンタルの戦いが起きた。インドは反攻作戦を行い、戦車戦でパキスタンを撃破した。

## サッカーボールの町
手縫いのサッカーボールの世界的な生産地であり、生産されたボールはサプライヤーから各国のスポーツメーカーに納められる。生産地としての世界シェアは75%程度に達したこともある。
サッカーボールの生産は、長らく児童労働により支えられてきたが、1996年のILOの報告書により問題視され、児童労働の転換が進んだ。その過程で安価な中国製製品と競合が進みシェアを落としたものの、主要生産地の座は揺らぐことはなかった。
2012年のロンドンオリンピックでは、シアールコートで生産されたボール（現地のサプライヤーがアディダスに納めた製品）が採用されている。2010年代にはいるとボールの精度を高めるため、シアールコートが誇る職人技の「縫い」の工程を経ない製品も出現したが、生産地としての存在は揺るぎなく新工程にも対応。2014年サッカーワールドカップブラジル大会では、シアールコートのフォワードスポーツ工場の職人が溶接したボール（ブラズーカ）が公式球として使われる。

## 交通
- シアールコート国際空港（英語版）

## 姉妹都市
- カイセリ(トルコ)